# Culicoides dentatus
Culicoides dentatus är en tvåvingeart som beskrevs av Jean-Jacques Kieffer 1921. Culicoides dentatus ingår i släktet Culicoides och familjen svidknott. Inga underarter finns listade i Catalogue of Life.